# 海津市立日新中学校

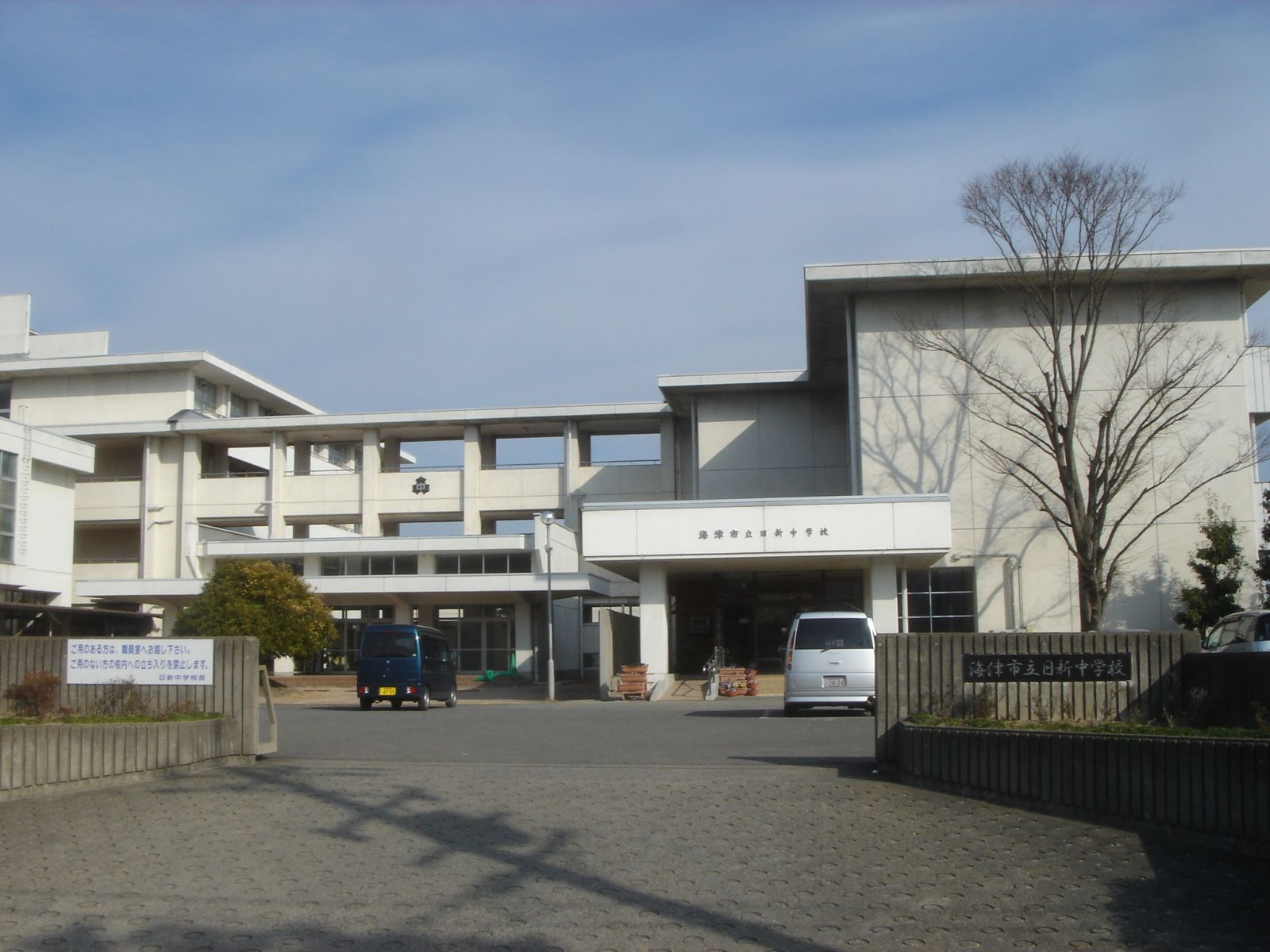
正門（2008年撮影）

海津市立日新中学校（かいづしりつ にっしんちゅうがっこう）は、岐阜県海津市海津町高須531-1にある公立中学校。校名は旧・高須藩藩校の日新堂に由来する。当校の生徒は、「日新中（にっしんちゅう）」と呼ぶ。

## 概要
共に 高めあい 自立する生徒　　プラスαの努力をする

## 沿革
- 1947年（昭和22年）4月1日 - 高須町と東江村で学校組合を設立。組合立高須中学校が開校。高須町立高須小学校及び海津高等女学校の校舎の一部を仮校舎とする。
- 1948年（昭和23年）
  - 7月 - 全生徒が海津高等女学校の校舎に移る。
  - 9月5日 - 全生徒が高須小学校の校舎に移る。
- 1949年（昭和24年）
  - 6月6日 - 組合立日新中学校に改称する。
  - 9月1日 - 校舎が完成する。
- 1952年（昭和27年）8月2日 - 本館が完成。
- 1955年（昭和30年）1月15日 - 高須町、吉里村、東江村、大江村、西江村が合併して海津町が発足。同時に海津町立日新中学校に改称する。
- 1959年（昭和34年）
  - 1月16日 - 校舎新築のため、従来の校舎の一部を取り壊す。1年生は海津高校、公民館で分散授業。
  - 3月4日 - 新校舎が完成。分散授業を廃止。
- 1961年（昭和36年）4月8日 - 高須小学校の南舎を日新中学校校舎として使用。
- 1963年（昭和38年）4月1日 - 高須小学校と校舎を入れ替える。
- 1965年（昭和40年）
  - 4月5日 - 体育館が完成。
  - 8月11日 - プールが完成。
- 1978年（昭和53年） - 特別教室が完成。
- 1979年（昭和54年） - 組合立今尾中学校から海津町が離脱。今尾中学校校区であった吉里地区は日新中学校校区に移る。
- 2005年（平成17年）3月28日 - 海津町、平田町、南濃町が合併し、海津市が発足。同時に海津市立日新中学校に改称する。

## 部活動
- 陸上部
- 野球部
- バレー部（女子のみ）
- ソフトボール部（女子のみ）
- バスケットボール部
- ソフトテニス部
- 卓球部
- 剣道部
- 文化部

## 出身者
- Oqune（プロフェッショナルピッカー） 現在はオーストラリアのパースで活躍
- 嶋聡（元衆議院議員、ソフトバンク室長）
- 嶋基宏（プロ野球選手　元東北楽天ゴールデンイーグルス所属）
- 安藤友香（陸上競技選手、スズキ浜松アスリートクラブ所属）
- TAKA-P（GOLLBETTY）、ミュージシャン
- HIROAKI（GOLLBETTY）、ミュージシャン
- G-YUN（GOLLBETTY）、ミュージシャン